# Aeonium junoniae
Aeonium junoniae är en fetbladsväxtart som beskrevs av David Bramwell och Rowley. Aeonium junoniae ingår i släktet Aeonium och familjen fetbladsväxter. Inga underarter finns listade i Catalogue of Life.